# Barry McGuire
Barry McGuire (ur. 15 października 1935 w Oklahoma City, USA) – wykonawca muzyki folk i rock chrześcijański (w odmianie zwanej popularnie Jesus rock), bard popularny wśród hipisów w latach 60.
Znany jest dzięki głośnym wykonaniom dwóch piosenek poety P.F. Sloana – pacyfistycznego manifestu Eve of Destruction i Sins of the Family oraz wykonaniu utworu The Mamas & the Papas – You Were on My Mind. Współpracował z grupami i wykonawcami takimi, jak wspomniana wyżej The Mamas & the Papas czy Frank Zappa.
Barry McGuirre w latach 1962–65 związany był z „folkowym big bandem” The New Christy Minstrels, wykonującym muzykę poważną, hiszpański i amerykański folk.